# Matelea haitiensis
Matelea haitiensis är en oleanderväxtart som först beskrevs av Ping Tao Li, och fick sitt nu gällande namn av Krings. Matelea haitiensis ingår i släktet Matelea och familjen oleanderväxter. Inga underarter finns listade i Catalogue of Life.